# 中国人民解放军新疆军区
中国人民解放军新疆军区，机关驻地乌鲁木齐市，辖区位于中国人民解放军西部战区，隶属中国人民解放军陆军总部领导。新疆军区管辖新疆维吾尔自治区和西藏自治区阿里地区的军务，下辖南疆军区、北疆各军分区、乌鲁木齐警备区和新疆生产建设兵团军事部。同时在战时或军事行动服从中国人民解放军西部战区的部署。

## 沿革
1949年12月17日，以中国人民解放军第一野战军第一兵团领导机关为基础，在迪化（1954年2月改称乌鲁木齐）组建新疆军区，隶属西北军区建制，为二级军区。新疆军区领导机关由第一兵团领导机关兼。新疆军区下辖第一兵团下属的第二军、第六军，由新疆国军起义部队改编而成的第二十二兵团及下属的第九军和骑兵第七师、骑兵第八师，以及由新疆三区革命民族军改编而成的第五军。
1950年1月起，新疆军区先后成立喀什军区、迪化军区、伊犁军区这3个三级军区。其中，喀什军区由中国人民解放军第二军军部兼，下辖阿克苏军分区、和田军分区、莎车军分区、焉耆军分区；迪化军区由第六军军部兼，下辖哈密军分区；伊犁军区由第五军军部兼，下辖伊宁军分区、塔城军分区、阿山军分区。1950年4月，撤销第一兵团番号。1951年11月，第二军兼喀什军区改称为第二军兼南疆军区。1952年4月，第九军军部井入第二十二兵团部。1952年10月和11月，伊犁军区、迪化军区分别缩编成伊犁军分区、迪化警备区。
1953年5月，新疆军区把下属部队分别整编成国防部队、生产部队，第二军、第五军、第六军各2个师以及第二十二兵团5个师等部共15万人改编成10个农业建设师、1个工程建设师、4个建筑工程独立团；撤销第二军、第六军番号，第六军军部调到陕西省西安市改编成西北军区空军司令部；迪化警备区改称为迪化军分区。1954年3月，迪化军分区改称为乌鲁木齐军分区。
1954年10月7日，根据中央军委及中国人民解放军总参谋部电令，第二十二兵团部和新疆军区生产管理部合并组成新疆军区生产建设兵团，各农业建设师、工程建设师、团等生产部队全部划归新疆军区生产建设兵团建制（1956年5月，该兵团脱离新疆军区建制，改由中华人民共和国农垦部和新疆维吾尔自治区双重领导），撤销第五军番号，第五军军部改编为伊犁哈萨克自治区军区（1955年1月4日改称伊犁哈萨克自治州军区），撤销乌鲁木齐军分区。至此，新疆军区下辖2个军区、11个军分区、1个步兵师、4个骑兵团。
1955年2月11日，中华人民共和国国防部发布《关于全国军区重新划分的决定》，新疆军区升格成大军区，直属中央军委。新疆军区下辖南疆军区、伊犁军区（1955年10月31日自伊犁哈萨克自治州军区改称），均执行军级权限。1960年12月，重新组建乌鲁木齐军分区。1969年12月，伊犁军区改称为北疆军区（由于北疆军区领导机关驻地伊宁距中苏边界仅70公里，北疆军区在1970年4月东迁到沙湾县城，1970年10月迁到石河子市，1971年10月迁到乌苏），同时乌鲁木齐军分区改称为乌鲁木齐警备区。
1969年12月16日，国务院、中共中央军委指示，将新疆生产建设兵团划归新疆军区建制（1975年，兵团领导机构撤销）。
1978年5月13日，中国人民解放军总参谋部通知，以乌鲁木齐警备区为基础扩编组建为东疆军区，归属新疆军区建制。1979年1月1日，东疆军区正式成立，执行军级权限。
1979年5月1日，新疆军区遵照中央军委1979年4月9日电令，改称为乌鲁木齐军区，下辖南疆军区、北疆军区、东疆军区这3个军区。1985年6月，中国人民解放军“百万大裁军”开始。遵照中央军委命令，1985年8月30日撤销乌鲁木齐军区，乌鲁木齐军区机关缩编组建成新疆军区，执行兵团级权限，隶属兰州军区建制，由兰州军区一名副司令员兼任新疆军区司令员；同时撤销了南疆军区、北疆军区、东疆军区，下属各军分区及野战部队转隶新疆军区直辖。1987年9月，新疆军区重新组建了南疆军区，执行军级权限。
1992年4月30日，中央军委下达〔1992〕第4号文件《关于印发“八五”期间军队体制编制精简整编总体方案》，取消兵团级建制，新疆军区由兵团级单位降为正军级单位，南疆军区降为副军级单位。1998年10月，在第9次精简整编中，新疆军区级别调整为副大军区级，南疆军区恢复为正军级。
2016年2月，新疆军区转隶中国人民解放军陆军，由陆军总部直接领导。

## 编制
2015年深化国防和军队改革前，新疆军区辖炮兵第十三师、高炮旅、工兵第九团（驻乌鲁木齐）、独立第一团（驻乌鲁木齐）、独立第二团（南疆）、摩托化步兵第四师（69220部队，驻阿克苏库车）、机械化步兵第六师（69210部队，驻喀什）、摩托化步兵第八师（69230部队，驻乌苏）、摩托化步兵第十一师（69240部队，驻乌鲁木齐）、特种作战旅（驻喀什）、陆航第三旅。其中，摩步四师辖第十一团、第十二团、炮兵团、高炮团、装甲团；机步六师辖第十七团、第十八团、炮兵团、防空团、装甲团；摩步八师辖第二十二团、第二十四团、炮兵团、高炮团、装甲团；摩步十一师辖第三十一团、第三十二团、装甲团、炮兵团、高炮团。
改革后，中国人民解放军新疆军区下辖：

### 职能部门
- 参谋部
- 政治工作部
- 保障部

### 军分区（警备区）机关
- 新疆军区直属：
  - 乌鲁木齐警备区
  - 克拉玛依军分区
  - 石河子军分区
  - 吐鲁番军分区
  - 哈密军分区
  - 昌吉军分区
  - 伊犁军分区
  - 塔城军分区
  - 阿勒泰军分区
  - 博尔塔拉军分区
- 南疆军区（正军级）
  - 巴音郭楞军分区
  - 阿克苏军分区
  - 喀什军分区
  - 克孜勒苏军分区
  - 和田军分区
  - 阿里军分区（驻西藏阿里地区）
- 新疆生产建设兵团军事部（副军级）

### 直属单位
- 中国人民解放军新疆军区总医院[5][6]
- 中国人民解放军陆军第九四六医院
- 中国人民解放军陆军第九四七医院[5]
- 中国人民解放军陆军第九四八医院
- 中国人民解放军陆军第九四九医院
- 中国人民解放军陆军第九五〇医院
- 中国人民解放军陆军第九五一医院
- 中国人民解放军陆军第十一综合训练基地

### 直属部队
- 合成第四师[註 1]
- 合成第六师[註 2]
- 合成第八师[註 3]
- 合成第十一师[註 4]
- 特战第八十四旅[註 5]
- 陆航第八十四旅[7][註 6]
- 炮兵第八十四旅[註 7]
- 防空第八十四旅[註 8]
- 侦察情报第六旅[註 9]
- 信息保障第六旅[註 10]
- 电子对抗第六旅[註 11]
- 汽车运输第四旅
- 汽车运输第三团
- 通信第一团[註 12]
- 通信第二团[註 13]
- 防化第二团[註 14]
- 工兵第九团[註 15]
- 某工兵团[註 16]
- 边防第三六一团[註 17]
- 边防第三六二团[註 18]
- 边防第三六三团[註 19]
- 边防第三六四团[註 20]
- 边防第三六五团[註 21]
- 边防第三六六团[註 22]
- 边防第三六七团[註 23]
- 边防第三六八团[註 24]
- 边防第三六九团[註 25]
- 边防第三七〇团[註 26]
- 边防第三七一团[註 27]
- 边防第三七二团[註 28]
- 边防第三七三团[註 29]
- 边防第三七四团[註 30]
- 边防第三七五团[註 31]

## 历任领导
| 司令员 1. 彭德怀（1949年12月—1955年3月） 2. 王 震（1949年12月—1955年3月，兼代） 3. 王恩茂 中将（1955年3月—1968年8月） 4. 龙书金（1968年8月—1972年12月） 5. 曹思明（1972年7月—1973年6月，代理） 6. 杨 勇（1973年6月—1977年7月） 7. 刘 震（1977年7月—1979年2月） 8. 吴克华（1979年2月—1980年1月） 9. 肖全夫（1980年1月—1985年6月） 10. 刘海清（1985年7月—1987年4月，兼任） 11. 高焕昌 中将（1987年4月—1992年5月） 12. 王 克 中将（1992年5月—1992年10月，兼任） 13. 傅秉耀 中将（1992年10月—1997年3月，1992年11月起为兼任） 14. 李良辉 中将（1997年3月—2000年10月） 15. 邱衍汉 中将（2000年10月—2007年12月） 16. 朱锦林 中将（2007年12月—2011年6月） 17. 彭 勇 中将（2011年6月—2017年1月） 18. 刘万龙 中将（2017年1月—2021年3月） 19. 汪海江 中将（2021年3月—2021年8月） 20. 柳 林 中将（2021年8月—） | 党委第一书记 1. 王恩茂（1953年8月—1968年8月） 2. 龙书金（1968年8月—1972年7月） 3. 赛福鼎·艾则孜（1972年7月—1973年6月，代理；1973年6月—1978年1月） 4. 汪锋（1978年1月—1982年1月） 5. 王恩茂（1982年1月—1986年3月，中共新疆维吾尔自治区党委第一书记兼） 6. 宋汉良（1986年3月—1994年9月，中共新疆维吾尔自治区党委书记兼） 7. 王乐泉（1996年1月—2010年，中共新疆维吾尔自治区党委书记兼） 8. 张春贤（2011年7月—2016年8月，中共新疆维吾尔自治区党委书记兼） 9. 陈全国（2016年9月—，中共新疆维吾尔自治区党委书记兼） | 政治委员 - 彭德怀（1949年12月—1955年3月，司令员兼） - 王 震（1949年12月—1952年9月，兼代） - 王恩茂 中将（1952年9月—1955年3月，代理） - 王恩茂 中将（1955年3月—1968年8月，司令员兼政治委员；1968年8月—1972年12月，第一政治委员） - 曹思明（1968年9月—1971年2月，第二政治委员） - 曹思明（1971年2月—1972年7月） - 赛福鼎·艾则孜（1972年7月—1973年6月，代理第一政治委员；1973年6月—1978年1月，第一政治委员，兼任） - 曹思明（1973年6月—1975年8月） - 郭林祥（1975年8月—1978年1月） - 司马义·艾买提（1975年8月—1982年1月，兼任） - 汪 锋（1978年1月—1982年1月，第一政治委员，兼任） - 郭林祥（1978年1月—1980年1月，第二政治委员） - 谭友林（1980年1月—1983年10月） - 谷景生（1981年2月—1982年10月，兼任） - 王恩茂（1982年1月—1985年6月，第一政治委员，兼任） - 谭善和（1983年10月—1985年6月） - 王恩茂（1985年7月—1986年4月，兼任） - 唐广才 中将（1987年5月—1992年5月） - 潘兆民 中将（1992年5月—1996年1月，1992年11月起为兼任） - 周永顺 中将（1996年1月—2000年10月，至1997年3月为兼任） - 喻林祥 中将（2000年10月—2004年12月） - 田修思 中将（2004年12月—2009年12月） - 王建民 中将（2009年12月—2013年7月） - 刘 雷 中将（2013年7月—2014年12月） - 李 伟 中将（2014年12月—2020年12月） - 杨 诚 中将（2020年12月—） |

| 副司令员 - 王 震（1949年12月—1955年3月，第一副司令员） - 陶峙岳 上将（1949年12月—1968年10月，第二副司令员） - 赛福鼎·艾则孜 中将（1949年12月—1972年7月，第三副司令员） - 郭 鹏 中将（1954年3月—1969年6月） - 张希钦 少将（1955年3月—1960年9月；1962年12月—1968年8月） - 徐国贤 少将（1960年9月—1975年9月，1972年9月起为第一副司令员） - 丁 盛 少将（1964年8月—1969年7月） - 幸元林（1965年5月—1980年12月） - 张竭诚（1968年9月—1982年10月） - 亓谦斋（1968年9月—1973年11月） - 罗 荣（1969年1月—1972年5月） - 陆敬轩（1969年1月—1975年8月） - 刘发秀（1969年10月—1975年8月） - 赖光勋（1970年3月—1981年4月） - 李长林（1970年5月—1983年5月） - 谭善和（1973年12月—1975年12月） - 谭友林（1975年6月—1977年12月） - 郑三生（1975年8月—1980年11月） - 艾则佐夫·哈斯木（1975年8月—1985年6月） - 刘发秀（1977年12月—1980年12月） - 刘海清（1979年6月—1985年6月） - 王扶之（1980年5月—1985年6月） - 马 森（1982年10月—1985年6月） - 李正忠 中将（1985年7月—1992年5月） - 张德福 中将（1985年7月—1990年4月） - 王 克 中将（1986年5月—1990年4月） - 段长金 少将（1990年6月—1992年10月） - 傅秉耀 少将（1990年6月—1992年10月） - 陶 智 少将（1991年10月—1994年4月） - 赵士忠 少将（1992年5月—1993年2月） - 库尔班·艾尔西丁 少将（1992年10月—2005年1月） - 方登华 少将（1993年2月—2000年5月） - 段喜康 少将（1993年2月—1996年4月） - 阎崇厚 少将（1993年12月—2000年8月） - 张同进 少将（1998年12月—2003年6月） - 赵文泷 少将（2000年3月—2002年12月） - 陈时宝 少将（2000年8月—2002年10月） - 李新光 少将（2002年10月—2009年8月） - 李 星 少将（2003年6月—2005年7月） - 刘 勇 少将（2003年6月—2009年7月） - 吐尔迪·卡德尔 少将（2003年12月—？） - 张世铭 少将（2005年5月—2010年3月） - 贾列肯·别克西 少将（2007年7月—2010年6月） - 韩连庆 少将（2008年6月—2009年1月） - 来策义 少将（2009年2月—2009年4月） - 万宗林 少将（2009年7月—2013年12月） - 王聪民 少将（2012年11月—2014年6月） - 赛买提·买买提 少将（2010年5月—2014年12月） - 齐延平 少将（2011年7月—2015年7月） - 李松山 少将（2013年2月—2013年12月） - 李发义 少将（2013年12月—） - 冶建军 少将（2014年3月—） - 王国义 少将（2015年7月—） - 哈里木拉提·阿不都热合满 少将（2017年—） | 副政治委员 - 王恩茂（1952年9月—1955年3月，第一副政治委员） - 徐立清（1951年1月—1954年10月） - 曾 涤 少将（1955年3月—1956年10月） - 李 铨 少将（1956年10月—1959年12月） - 左 齐 少将（1956年10月—1975年7月） - 裴周玉 少将（1964年8月—1975年8月） - 谭开云 少将（1965年1月—1973年11月） - 曹达诺夫·扎伊尔 少将（1965年5月—1985年6月） - 熊 晃 少将（1965年5月—1975年8月） - 张仲翰（1966年3月—1968年9月） - 胡华居（1969年1月—1975年8月） - 姜林东（1969年12月—1975年9月） - 何林兆（1970年3月—1982年10月） - 罗 荣（1972年3月—1981年1月） - 颜金生（1975年8月—1977年9月） - 谭友林（1977年12月—1980年1月） - 魏佑铸（1977年12月—1982年10月） - 康立泽（1977年12月—1985年6月） - 刘 凌（1982年10月—1985年6月） - 马米托夫·吐尔逊 中将（1985年7月—1992年5月） - 段曙光 中将（1987年12月—1990年6月） - 阿不都瓦依提·乌拉太也夫 少将（1988年6月—1992年5月） - 张明儒 少将（1990年6月—1992年5月） - 肉孜·吾守尔 少将（1990年6月—1998年6月） - 姚铁山 少将（1992年6月—？） - 雷星平 少将（1994年12月—1998年5月） - 王玮珍 少将（1996年5月—2000年12月） - 张志鹏 少将（1996年9月—2000年10月） - 依不拉音·苏来曼 少将（1998年5月—2003年6月） - 王焕新 少将（2000年12月—2003年6月） - 岳炳烈 少将（2001年7月—2003年6月） - 刘巨魁 少将（2003年6月—2005年5月） - 买买提·艾山 少将（2003年6月—2009年12月） - 刘国祥 少将（2004年12月—2007年1月） - 李太忠 少将（2005年5月—2010年2月） - 刘建星 少将（2006年12月—2010年12月） - 王全生 少将（2010年2月—2014年6月） - 马合木提·库尔班 少将（2010年6月—2013年10月） - 邓宁峰 少将（2010年7月—2014年12月） - 邓长宇 少将（2010年12月—2014年12月） - 赛里木江·赛都拉 少将（2013年10月—） - 张 谦 少将（2014年2月—） - 杜永耀 少将（2014年6月—） - 韩秉成 少将（2014年12月—） |

| 顾问 - 刘发秀（1975年8月—1977年12月） - 陆敬轩（1976年10月—1981年7月） - 熊 晃（1976年10月—1983年5月） - 胡华居（1976年10月—1977年12月） - 幸元林（1980年12月—1983年5月） - 李长林（1983年6月—1985年6月） - 何林兆（1983年9月—1985年6月） | 纪律检查委员会书记 1. 曾 涤 少将（1955年3月—1956年10月） 2. 左 齐 少将（1956年10月—1960年9月） 3. 熊 晃 少将（1960年9月—1965年6月） 4. 郑三生（1979年3月—1982年10月） 5. 肖全夫（1982年10月—1985年6月） 6. 阿不都瓦依提·乌拉太也夫（1985年7月—1988年4月） 7. 马米托夫·吐尔逊 中将（1988年4月—1992年10月） 纪律检查委员会副书记 - 王 玉 少将（1985年7月—1990年6月） |

| 参谋长 1. 张希钦 少将（1949年12月—1959年4月，1955年3月起为副司令员兼） 2. 幸元林 少将（1959年4月—1965年5月） 3. 何家产（1965年5月—1970年3月） 4. 赖光勋（1970年3月—1975年9月，副司令员兼） 5. 马 森（1975年9月—1982年10月） 6. 任书田（1982年10月—1985年6月） 7. 王恩庆 少将（1985年7月—1993年2月） 8. 阎崇厚 少将（1993年2月—1996年5月） 9. 马殿魁 少将（1996年5月—2000年12月） 10. 李新光 少将（2000年12月—2002年10月） 11. 张世铭 少将（2002年10月—2005年5月） 12. 程 兵 少将（2005年7月—2007年12月） 13. 彭新国 少将（2007年12月—2011年7月） 14. 王聪民 少将（2011年7月—2012年11月） 15. 李海洋 少将（2012年11月—2013年12月） 16. 赵志丹 少将（2013年12月—） 副参谋长 - 曾震五（1949年12月—1952年） - 哈沙诺夫·阿不都热依木（1949年12月—1950年8月） - 祖农·太也甫夫 少将（1950年8月—1961年5月） - 韩有文（1952年1月—1952年6月） - 程悦长（1953年3月—1954年8月） - 杨 捷（1953年3月—1954年8月） - 陈 实（1954年11月—1955年8月） - 马 森（1955年8月—1975年8月） - 任 晨（1957年10月—1985年7月） - 马尔果夫·伊斯哈科夫 少将（1960年8月—1961年1月） - 金忠藩 少将（1962年7月—1965年5月） - 何家产 少将（1964年6月—1965年5月） - 钟光国（1969年1月—1975年4月） - 路克杰（1969年7月—1978年5月） - 鲁 泉（1970年3月—1979年11月） - 陈明友（1970年5月—1981年10月） - 李平相（1976年2月—1982年12月） - 龚兴业（1979年1月—1981年4月） - 王 林（1979年2月—1985年5月） - 史丁文（1979年6月—1983年9月） - 王步苍（1983年5月—1985年7月） - 李正忠（1983年5月—1985年7月） - 王立忠 少将（1985年10月—1990年6月） - 阎崇厚 少将（1985年10月—1993年2月） - 库尔班·艾尔西丁 少将（1985年10月—1992年10月） - 陶智 少将（？—1991年10月） - 张同进 少将（1993年12月—1998年12月） - 王汉儒 少将（1993年2月—1993年7月） - 陈德林 少将（1993年2月—1994年8月） - 苏明鉴 少将（1995年12月—2005年12月） - 马殿魁 少将（1996年7月—1997年2月） - 张世铭 少将（1998年12月—2002年10月） - 程兵 少将（1998年12月—2005年7月） - 贾列肯·别克西 少将（2000年12月—2007年7月） - 王敏泽 少将（2002年1月—？） - 李云生 少将（2003年1月—？） - 王北会 少将（2003年7月—？） - 韩连庆 少将（2003年11月—2008年） - 赵景瑞 少将（2004年12月—？） - 赛买提·买买提 少将（2007年7月—2009年10月） - 周洪涛 少将（2009年—2012年） - 李建桢 少将（2010年—2012年） - 杨春光 少将（2011年—2015年） - 程锋 少将（2011年—） - 贺兵 少将（2012年—） - 伊力夏提·霍加义 少将（2012年—） - 彭 刚 少将（2015年—） - 田福平 少将（2017年—） | 政治工作部主任 （2016年深化国防和军队改革前为政治部主任） 1. 徐立清（1949年12月—1951年1月） 2. 张邦英（1951年1月—1954年9月） 3. 曾 涤 少将（1954年9月—1956年10月，1955年3月起为副政治委员兼） 4. 左 齐 少将（1956年10月—1960年9月，副政治委员兼） 5. 熊 晃 少将（1960年9月—1965年5月） 6. 金忠藩（1965年5月—1969年1月） 7. 姜林东（1969年1月—1975年9月，1969年12月起为副政治委员兼） 8. 魏佑铸（1975年9月—1980年11月，1977年12月起副政治委员兼） 9. 李宣化（1980年11月—1985年6月） 10. 张明儒 少将（1985年7月—1990年6月） 11. 潘兆民 少将（1990年6月—1992年6月） 12. 屈全绳 少将（1992年6月—1993年2月） 13. 周连江 少将（1993年2月—2000年12月） 14. 刘巨魁 少将（2000年12月—2003年6月） 15. 王建民 少将（2003年6月—2003年12月） 16. 褚益民 少将（2003年12月—2005年8月） 17. 范长秘 少将（2005年12月—2006年12月） 18. 邓宁峰 少将（2006年12月—2010年7月） 19. 张福基 少将（2010年7月—2012年9月） 20. 刘林福 少将（2012年9月—） 政治工作部副主任 （2016年深化国防和军队改革前为政治部副主任） - 曾 涤（1949年12月—1954年9月） - 奴尔莫合买提·沙提洛夫（1950年12月—1952年12月） - 曹达诺夫·扎伊尔 少将（1952年12月—1965年5月） - 熊晃 少将（1954年9月—1960年9月） - 阎化一（1960年8月—1978年3月） - 朱家胜（1960年8月—1981年4月） - 李荆山（1966年5月—1972年9月） - 展 征（1969年1月—1978年3月） - 林 忠（1969年5月—1978年5月） - 向 新（1969年9月—1980年5月） - 张志杰（1970年10月—1979年6月） - 段曙光（1978年5月—1985年11月） - 郑志文（1978年7月—1983年9月） - 刘保生（1979年5月—1983年9月） - 黄瑞祥（1981年6月—1983年9月） - 王 玉（1983年5月—1985年10月） - 吕春禾 少将（1985年11月—1990年6月） - 潘兆民 少将（1985年11月—1990年6月） - 张志明 少将（1990年6月—1995年7月） - 雷星平 少将（1990年6月—1994年12月） - 田修思 少将（1992年6月—1993年10月） - 岳炳烈 少将（1993年12月—2001年7月） - 姚铁山 少将（1994年12月—2000年10月） - 杜金才 少将（1996年12月—2002年6月） - 雷银海 少将（1997年5月—2002年6月） - 任祖林 少将（1997年10月—？） - 田修思 少将（1999年7月—2000年5月） - 刘建星 少将（2001年7月—2006年12月） - 张忠伟 少将（2002年6月—2004年12月） - 刘平俊 少将（2004年12月—2005年12月） - 李卫平 少将（2005年12月—2013年） - 张果成 少将（2006年12月—2010年） - 姚永良 少将（2010年—2012年） - 高荣根 少将（2012年—2015年） - 周依山 少将（2013年—2016年） - 何嘉杰 少将（2015年—） - 杨小康 少将（2016年—） - 张绘武 少将（2016年—） |

| 联勤部部长 （1999年改革前为后勤部部长） 1. 郝家骏（1949年12月—1952年3月） 2. 甘祖昌 少将（1953年2月—1957年12月） 3. 张英明 少将（1956年8月—1968年12月） 4. 陆敬轩（1969年1月—1975年8月，副司令员兼） 5. 杜海林（1975年7月—1978年5月） 6. 张英明（1978年5月—1983年2月） 7. 华建中（1983年2月—1987年） 8. 王 钤少将（1987年7月—1991年） 9. 樊根深 大校（1991年6月—1992年） 10. 王恩华 少将（1992年6月—1993年） 11. 汪武德 少将（1993年2月—1997年7月） 12. 赵西乾 少将（？—？） 13. 张万松 少将（？—2006年） 14. 齐延平 少将（2006年—2011年） 15. 赵志丹 少将（2011年—2012年12月） 16. 刘荣进 少将（2012年12月—） | 联勤部政治委员 （1999年改革前为后勤部政治委员） 1. 夏耀堂（1949年12月—1950年1月） 2. 潘世征（1950年1月—1951年1月，代理） 3. 朱家胜（1951年1月—1952年6月） 4. 张英明 大校（1953年2月—1956年8月） 5. 谭永华 大校（1956年8月—1958年4月） 6. 阎化一 大校（1958年4月—1960年8月） 7. 谭尚维 大校（1961年11月—1981年10月） 8. 李昭明（1977年6月—1983年2月，至1978年5月为后勤部第一政治委员） 9. 刘少稚（1983年2月—1985年7月） 10. 靳玉轩（1985年11月—1987年） 11. 李 彤 少将（1987年9月—1992年7月） 12. 雷银海 少将（1993年2月—1997年5月） 13. 张云亮 少将（1997年5月—2000年12月） 14. 刘国祥 少将（2000年12月—2004年12月） 15. 王全生 少将（2004年12月—2010年） 16. 金科俊 少将（2010年—2013年） 17. 张绘武少将（2013年—2016年） |

| 装备部部长 1. 赵士忠 少将（1993年2月—1996年，装备技术部部长） 2. 雷光银 少将（1996年5月—1998年10月，装备技术部部长） 3. 宋德斌 少将（1998年10月—1999年12月） 4. 杨富祥 少将（1999年12月—2005年7月） 5. 樊振安 少将（2005年7月—2008年） 6. 魏满湖 少将（2008年—2012年） 7. 陈水泉 少将（2012年—） |

## 荣誉
曾被授予荣誉称号的单位有：
- 进藏先遣英雄连：原新疆军区独立骑兵师一团一连，现新疆军区某合成团某连